# Alexandra Eala
Alexandra Eala, également appelée Alex Eala, est une joueuse de tennis philippine, née le 23 mai 2005 à Quezon City.

## Famille et enfance
Sa mère, Rizza, a été médaillée de bronze aux Jeux de l'Asie du Sud-Est de 1985 en 100 mètres dos puis est devenue la directrice financière de Globe Telecom. Alexandra Eala est la nièce de l'ancien président de la Philippine Basketball Association, Noli Eala. Son frère, Michael, joue au tennis pour l'Université d'État de Pennsylvanie.

## Carrière sur le circuit junior
À l'âge de 12 ans, Alexandra Eala remporte l'édition 2018 du tournoi des Petits As, battant Linda Nosková en finale. Elle a fait ses débuts en Grand Chelem junior en 2018, dans les qualifications junior de Roland Garros. Elle a été nommée athlète junior Milo de l'année 2019.
Tenante du titre en double filles de l'Open d'Australie en 2020 et demi-finaliste chez les juniors à Roland Garros la même année, elle devient numéro 2 mondiale et obtient ainsi son meilleur classement à l'ITF chez les juniors à la fin du tournoi, le 6 octobre 2020.
Le 10 septembre 2022, elle remporte le tournoi junior de l'US Open en battant en finale la Tchèque Lucie Havlíčková.

## Carrière professionnelle
Alexandra Eala a fait ses débuts sur le circuit féminin de l'ITF le 4 mars 2020 lors du tournoi 15 000 $ de Monastir, où elle a remporté son premier match professionnel.
À la suite de sa première victoire à l'âge de 15 ans dans un tournoi ITF W15 à Manacor le 24 janvier 2021 contre Yvonne Cavalle-Reimers sur le score de 5-7 6-1 6-2, elle grimpe à la 942e place mondiale.
Elle finit l'année 2022 au 218e rang mondial avec l'ambition de réaliser une belle saison 2023.
En mai 2023, elle achève ses études à la Rafa Nadal Academy.
Fin septembre 2023, en dehors du circuit WTA, elle participe aux Jeux asiatiques à Hangzhou (initialement prévus en 2022 mais reportés cause de la pandémie de Covid-19) et elle y remporte deux médailles de bronze, en simple et en double mixte.

### 2024: peu de résultats significatifs
À Madrid, elle est invitée et élimine au premier tour la 47e mondiale, Lesia Tsurenko (2-6 6-4 6-4) avant d'être elle-même éliminée au deuxième tour par Sorana Cîrstea. C'est toujours en Espagne qu'elle obtient un titre challenger à Vitoria-Gasteiz. Elle élimine la joueuse andorrane Victoria Jiménez Kasintseva (6-4 6-4) en finale. En challenger toujours, elle arrive en quarts de finale à Pune, Porto ou encore Cary et parvient en demi-finale à Indore.
Sur le circuit principal, à Guadalajara, en catégorie WTA 125, elle élimine l'Américaine Victoria Hu (de) au 1er tour avant d'être éliminée au tour suivant par l'Allemande Tatjana Maria.

### 2025: première demi-finale en WTA 1000, première finale en WTA, premières victoires sur des top 5, intégration du top 100

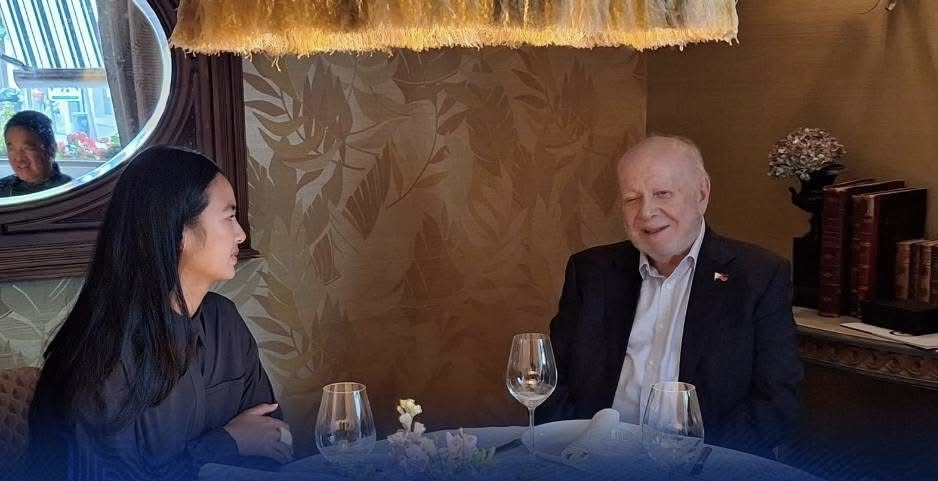
Alexandra Eala avec l'ambassadeur des Philippines en Espagne, Philippe Lhuillier, en avril 2025.

Elle se qualifie pour le tournoi de Canberra. Durant les phases qualificatives, elle élimine les Australiennes Catherine Aulia et Alana Subasic. Puis elle poursuit sa route en éliminant Sinja Kraus (en) (6-2, 6-4). Elle parvient à se hisser en quart de finale après avoir sorti Arianne Hartono (en) (6-3, 6-3). Opposée à l'une des deux surprises du tournoi, Wei Sijia (en), elle échoue en demi-finale (5-7, 2-6).
Alors 140e mondiale, elle est invitée à Miami. Elle crée la surprise en atteignant les demi-finales. Elle commence son parcours avec trois victoires contre la 73e mondiale Katie Volynets (6-2, 7-6), la 25e Jeļena Ostapenko (7-6, 7-5), la 5e Madison Keys, récente lauréate de l'Open d'Australie (6-4, 6-2). Elle profite ensuite du forfait de Paula Badosa, avant de battre la no 2 mondiale Iga Świątek (6-2 7-5). Elle s'incline seulement face à Jessica Pegula en trois sets serrés (7-6, 5-7, 6-3). Elle devient la première joueuse des Philippines à atteindre les demi-finales d'un tel tournoi. Grâce à ce parcours, elle monte au 75e rang du classement WTA, devenant la première de son pays à intégrer le top 100.
Peu après, alors qu'elle est 72e, elle est invitée à Madrid, où elle élimine facilement Viktoriya Tomova (6-3, 6-2) avant de retrouver Iga Świątek qui prend sa revanche en trois sets (6-4, 4-6, 2-6).
À Rome, elle s'aligne en simple mais perd au premier tour face à Marta Kostyuk. En double, elle s'associe à Coco Gauff. Le duo arrive jusqu'en quarts de finale.
Elle échoue ensuite à maintes reprises de manière précoce jusqu'au tournoi d'Ilkley. Elle échoue en quarts de finale. À Eastbourne, alors qu'elle passe par les qualifications; elle arrive à s'imposer de manière claire face à Lucia Bronzetti (6-0, 6-1) en à peine plus d'une heure. Elle poursuit ensuite avec une victoire face à Jeļena Ostapenko sur abandon. Elle passe ensuite le tour suivant face à Dayana Yastremska sur le score sans appel de 6-2, 6-1. Ensuite, elle se retrouve face à la française Varvara Gracheva. Malgré une bonne résistance; elle arrive à bout de son adversaire en trois sets (7-5, 2-6, 6-3). Grâce à ce parcours elle atteint pour la première fois de sa carrière la finale d'un tel tournoi, devenant même la première philippine a atteindre une finale d'un tournoi WTA. Elle échoue sur un match en trois sets serrés (4-6, 6-1, 6-7) face à Maya Joint. À la suite de cette semaine à Eastbourne, elle atteint la 56e place au classement WTA.

## Palmarès

### Titre en simple dames
Aucun

### Finale en simple dames
| No | Date       | Nom et lieu du tournoi            | Catégorie | Dotation  | Surface      | Vainqueure | Score           |          |
| -- | ---------- | --------------------------------- | --------- | --------- | ------------ | ---------- | --------------- | -------- |
| 1  | 23-06-2025 | Lexus Eastbourne Open, Eastbourne | WTA 250   | 275 094 $ | Gazon (ext.) | Maya Joint | 6-4, 1-6, 7-610 | Parcours |

## Parcours en Grand Chelem

### En simple dames
| Année | Open d'Australie | Open d'Australie | Internationaux de France | Internationaux de France | Wimbledon       | Wimbledon          | US Open | US Open             |
| ----- | ---------------- | ---------------- | ------------------------ | ------------------------ | --------------- | ------------------ | ------- | ------------------- |
| 2023  | Q1               | Misaki Doi       | —                        | —                        | —               | —                  | —       | —                   |
| 2024  | Q1               | Rebecca Peterson | Q3                       | Julia Riera              | Q3              | Lulu Sun           | Q3      | Elena-Gabriela Ruse |
| 2025  | Q1               | Jana Fett        | 1er tour (1/64)          | Emiliana Arango          | 1er tour (1/64) | Barbora Krejčíková |         |                     |

N.B. : à droite du résultat se trouve le nom de l'ultime adversaire.

### En double dames
| 2025 | — | — | 2e tour (1/16) R. Zarazúa \|\| style="text-align:left;" \| O. Danilović A. Potapova | 1er tour (1/32) E. Lys \|\| style="text-align:left;" \| Q. Gleason I. Gamarra Martins |  |  |

N.B. : le nom de la partenaire se trouve sous le résultat ; les noms des ultimes adversaires se trouvent à droite.

## Parcours en WTA 1000
Les tournois WTA « Premier Mandatory » et « Premier 5 » (entre 2009 et 2020) et WTA 1000 (à partir de 2021) constituent les catégories d'épreuves les plus prestigieuses, après les quatre levées du Grand Chelem. 

De 2009 à 2023, les tournois Premier Mandatory (dits tournois WTA 1000 obligatoires entre 2021 et 2023) regroupent Indian Wells, Miami, Madrid et Pékin, les autres constituant les tournois Premier 5 (tournois WTA 1000 non-obligatoires). À partir de 2024, le nombre de tournois WTA 1000 passe à 10 par saison (fin de l’alternance Doha / Dubaï), ces derniers devenant tous obligatoires et offrant tous 1000 points à la vainqueure (contre 900 points précédemment pour les tournois Premier 5).

### En simple dames
| Année |       |                |                |        |                            |                           |                            |                                |             |                 |  |                              |
| Doha  | Dubaï | Indian Wells   | Miami          | Madrid | Rome                       | Canada                    | Cincinnati                 | Pékin                          |             | Wuhan           |  |                              |
| Doha  | Dubaï | Indian Wells   | Miami          | Madrid | Rome                       | Canada                    | Cincinnati                 | Pékin                          | Guadalajara |                 |  |                              |
| Doha  | Dubaï | Indian Wells   | Miami          | Madrid | Rome                       | Canada                    | Cincinnati                 | Pékin                          |             |                 |  |                              |
| 2022  |       |                | Hors catégorie |        | 1er tour (1/64) M. Brengle |                           |                            |                                |             | Hors calendrier |  |                              |
| 2023  |       | Hors catégorie |                |        | 1er tour (1/64) I. C. Begu | 1er tour (1/64) T. Maria  |                            |                                |             |                 |  |                              |
| 2024  |       |                |                |        |                            | 2e tour (1/32) S. Cîrstea |                            |                                |             |                 |  | 1er tour (1/32) K. Siniaková |
| 2025  |       |                |                |        | 1/2 finale J. Pegula       | 2e tour (1/32) I. Świątek | 1er tour (1/64) M. Kostyuk | 1er tour (1/64) M. Vondroušová |             |                 |  |                              |

Sous le résultat, l’ultime adversaire.
1. 1 2   Les tournois de Doha et Dubaï alternent le statut de tournoi WTA 1000 (ex Premier 5) entre 2009 et 2023 : les trois premières éditions ont lieu à Dubaï, les trois suivantes à Doha, puis Dubaï accueille le tournoi de cette catégorie les années impaires et Dubaï les années paires. De 2011 à 2023, la ville qui n’accueille pas de WTA 1000 organise à la place un tournoi WTA 500 (ex Premier).
2. 1 2 3 4 5 6 7   L’ordre de déroulement des tournois a évolué depuis 2009 : Rome se dispute avant Madrid et Cincinnati avant Montréal/Toronto jusqu’en 2010, tandis que Tokyo/Wuhan/Guadalajara ont lieu avant Pékin jusqu’en 2023.
3. ↑  Le 1er décembre 2021, le président de la WTA, Steve Simon, annonce que tous les tournois prévus en Chine et à Hong Kong sont suspendus à partir de 2022, en raison de préoccupations concernant la sécurité et le bien-être de la joueuse de tennis chinoise Peng Shuai après ses allégations de relations sexuelles non-consenties avec Zhang Gaoli, membre de haut rang du Parti communiste chinois. Le tournoi de Pékin revient en 2023. Le tournoi de Guadalajara remplace celui de Wuhan pendant deux ans, ce dernier réapparaissant en 2024.

## Palmarès ITF
ajouter 2022-2023
| Nr. | Date            | Tournoi | Catégorie | Surface | Adversaire             | Score       |
| --- | --------------- | ------- | --------- | ------- | ---------------------- | ----------- |
| 1.  | 24 janvier 2021 | Espagne | ITF W15   | Dur     | Yvonne Cavalle-Reimers | 5-7 6-1 6-2 |

## Palmarès junior
| Grand Chelem |
| Catégorie GA |
| Catégorie G1 |
| Catégorie G2 |
| Catégorie G3 |
| Catégorie G4 |
| Catégorie G5 |

### Simple (3–5)
| Résultat  | Non. | Date              | Tournoi                  | Surface      | Adversaire             | But           |
| --------- | ---- | ----------------- | ------------------------ | ------------ | ---------------------- | ------------- |
| Finaliste | 1.   | 1er juillet 2018  | Jakarta, Indonésie       | Dur          | Priska Madelyn Nugroho | 2–6, 6–4, 1–6 |
| Victoire  | 2.   | 28 octobre 2018   | Alicante, Espagne        | Terre battue | Jéssica Bouzas Maneiro | 6–2, 6–3      |
| Victoire  | 3.   | 18 novembre 2018  | Makati City, Philippines | Terre battue | Dasha Plekhanova       | 6–4, 6–2      |
| Finaliste | 4.   | 25 novembre 2018  | Manille, Philippines     | Terre battue | Janice Tjen            | 3–6, 6–2, 5-7 |
| Finaliste | 5.   | 19 janvier 2019   | New Delhi, Inde          | Dur          | Federica Sacco         | 5–7, 3–6      |
| Finaliste | 6.   | 26 janvier 2019   | Calcutta, Inde           | Terre battue | Mai Napatt Nirundorn   | 6–2, 3–6, 2–6 |
| Victoire  | 7.   | 22 septembre 2019 | Le Cap, Afrique du Sud   | Dur          | Linda Fruhvirtová      | 6–3, 6–3      |
| Finaliste | 8.   | 20 octobre 2019   | Osaka, Japon             | Dur          | Diane Parry            | 2–6, 4–6      |

### Double (3–2)
| Résultat  | Non. | Date              | Tournoi                     | Surface      | Partenaire                | Adversaires en finale              | Score en finale      |
| --------- | ---- | ----------------- | --------------------------- | ------------ | ------------------------- | ---------------------------------- | -------------------- |
| Victoire  | 1.   | 27 octobre 2018   | Alicante, Espagne           | Terre battue | Joëlle Lilly Sophie Steur | Maria Dzemeshkevich Lily Hutchings | 6–2, 6–2             |
| Finaliste | 2.   | 16 juin 2019      | Offenbach, Allemagne        | Terre battue | Annerly Poulos            | Selena Janicijevic Carole Monnet   | 4–6, 2–6             |
| Finaliste | 3.   | 13 septembre 2019 | Cape Town, Afrique du Sud   | Dur          | Elvina Kalieva            | Weronika Baszak Matilda Mutavdzic  | 3–6, 6–4, [3–10]     |
| Victoire  | 4.   | 15 décembre 2019  | Plantation, États-Unis      | Terre battue | Evialina Laskevich        | Jada Bui Mélodie Collard           | 6–3, 6–7 (3), [10-5] |
| Victoire  | 5.   | 31 janvier 2020   | Open d'Australie, Melbourne | Dur          | Priska Madelyn Nugroho    | Živa Falkner Matilda Mutavdzic     | 6–1, 6–2             |

## Classements WTA en fin de saison
| Année          | 2021 | 2022 | 2023 | 2024 |
| Rang en simple | 529  | 219  | 205  | 158  |
| Rang en double | 780  | 594  | 436  | 239  |

Source : (en) Classements de Alexandra Eala sur le site officiel de la Fédération internationale de tennis

### Victoires sur le top 10
Toutes ses victoires sur des joueuses classées dans le top 10 de la WTA lors de la rencontre.
| Légende         |
| Grand Chelem    |
| Masters         |
| Jeux olympiques |
| WTA 1000        |
| WTA 500         |
| WTA 250         |
| Fed Cup         |

| # |        |  | Tournoi | Année | Surface |             | Adversaire   | Rang | Tour     | Score    | Tableau |
| - | ------ |  | ------- | ----- | ------- | ----------- | ------------ | ---- | -------- | -------- | ------- |
| 1 | no 140 |  | Miami   | 2025  | Dur     |             | Madison Keys | no 5 | 1/16     | 6-4, 6-2 | Tableau |
| 2 | no 140 |  | Miami   | 2025  | Dur     | Iga Świątek | no 2         | 1/4  | 6-2, 7-5 |          | Tableau |